# Agyneta muriensis
Agyneta muriensis là một loài nhện trong họ Linyphiidae.
Loài này thuộc chi Agyneta. Agyneta muriensis được Jörg Wunderlich miêu tả năm 1983.